# Vuelo 474 de Vietnam Airlines
El vuelo 474 de Vietnam Airlines se estrelló mientras se encontraba en aproximación al aeropuerto de Nha Trang el 14 de noviembre de 1992 durante el Ciclón Forrest. El avión operado se trataba de un Yakovlev Yak-40 registro VN-A449. Un pasajero sobrevivió al accidente, mientras que los otros 24 pasajeros y seis tripulantes perecieron.

## Aeronave
El aparato implicado se trataba de un reactor trimotor tipo Yakovlev Yak-40 construido en la Unión Soviética en 1976 y registrado en Vietnam como VN-A449.

## Accidente
El avión se encontraba operando un vuelo regular doméstico de pasajeros del Aeropuerto Internacional de Tan Son Nhat al Aeropuerto de Nha Trang. Durante la aproximación al aeropuerto de Nha Trang descendió por debajo de la altitud de seguridad impactando entonces con algunos árboles en una cresta, tras lo que se desplomó contra el suelo quedando totalmente destruido.

## Consecuencias
A los rescatadores les llevó ocho días localizar los restos del avión pero uno de los pasajeros, Annette Herfkens, una mujer holandesa, había sobrevivido.
El 22 de noviembre de 1992 un Mil Mi-8 vietnamita fue enviado desde Hanói transportando a los trabajadores de rescate para el vuelo 474 de Vietnam Airlines, pero se estrelló cerca de la montaña Ô Kha el mismo día. Las siete personas que viajaban a bordo fallecieron.
Aproximadamente un año después, los familiares de las víctimas presentes en el Reino Unido reclamaron una investigación tras ser informados de que las víctimas habían sido entregados erróneamente a los familiares.